# Cariniocoris ilicis
Cariniocoris ilicis är en insektsart som först beskrevs av Knight 1925.  Cariniocoris ilicis ingår i släktet Cariniocoris och familjen ängsskinnbaggar. Inga underarter finns listade i Catalogue of Life.